# ネコ・ニャンニャンニャン
「ネコ・ニャンニャンニャン」は、あのねのねの9枚目のシングル。1979年2月25日発売。

## オリジナル版
- レコードのジャケット写真および本曲演奏時のあのねのねは、ネコの頭部を模した帽子を被っており、ラップのパートでは原田伸郎が帽子についた紐を引っ張ってネコの耳を立てていた。
- カップリング曲は「ヤンヤンロック」（当時あのねのねが司会を務めていた『ヤンヤン歌うスタジオ』のテーマ曲）。
- 2022年頃よりTikTokでブームになり、同年3月23日には音楽配信でリリースされている[1]。

### 収録曲
1. ネコ・ニャンニャンニャン
作詞：犀泪弾／作曲：鹿王院嵐山／編曲：国伸まこと
2. ヤンヤンロック
作詞・作曲：あのねのね／編曲：ミック・リチャード

## 嘉門達夫&原田伸郎によるカバー・シングル
1994年に実施された月刊CD発売企画「MONTHLY TATSUO KAMON」（マンスリー タツオ カモン）の10月号として、同年10月21日にビクターエンタテインメントから「達夫&伸郎バージョン」としてシングルCDで発売。編曲は工藤隆で、ユーロビート調になっている。
- 2番終了後に「魚屋のオッサンの歌」（原田と嘉門が交互に披露）と「赤とんぼの唄」（同曲のメロディは、本編の前奏に流用されている）が挿入されている。そしてオリジナル版にはない3番（補作詞者は表記されず）が新たに作られた。エンディングには嘉門の「頭ガーンガーンガーン」（1993年のアルバム『NIPPONの楽しみ』に収録）が挿入されている。
- カップリング曲は「イエルカイナSHOW」（前半は、変名を名乗った原田と嘉門が自己紹介するも2人合わせると放送禁止用語になってしまうため「言えるかいな!」とオチを付けるショートギャグの繰り返し。後半は、先述の原田と嘉門のユニットの新曲と題して、擬音を繰り返した後「スッポン!」というフレーズでオチを付けるショートソングの繰り返し）。
- CDジャケットには、犬の着ぐるみを着た嘉門と猫の着ぐるみを着た原田のイラストが描かれている。

### 収録曲
1. ネコニャンニャンニャン [達夫&伸郎バージョン]
作詞：犀泪弾／作曲：鹿王院嵐山／編曲：工藤隆
2. 修学旅行行進曲
作詞：嘉門達夫、参勤交代／作曲：Wolfgang Amadeus Mozart／編曲：工藤隆
3. おまけ「イエルカイナSHOW」
4. ネコニャンニャンニャン [達夫&伸郎バージョン] (オリジナル・カラオケ)
5. 予告篇 chapter 9
作詞・作曲・編曲：嘉門達夫

## 福と花音によるカバー・シングル
『beポンキッキーズ』2013年度エンディング曲。その後も番組内で放送された。
2013年2月6日にユニバーサルミュージック（EAST篇）およびビクターエンタテインメント（WEST篇）から「ネコニャンニャンニャン イヌワンワンワン カエルもアヒルもガーガーガー」というタイトルで、マキシシングルとして発売。
- 鈴木福（ユニバーサル）と谷花音（ビクター）の契約レコード会社の違いにより、収録曲違いのものが両社で作られた。
- ラップのパートにある「ガーガーガー」は、原田伸郎とは違い普通の声で歌っている。またオリジナル版ラストのサル、ヘビ、ジャイアント馬場が登場するラップのパートはカットされている（ラップに入る手前でカットアウトされ、演奏終了）。

### EAST篇
「ネコニャンニャンニャン イヌワンワンワン カエルもアヒルもガーガーガー〜EAST篇〜」（ネコニャンニャンニャン イヌワンワンワン カエルもアヒルもガーガーガー〜イーストへん〜）は、福と花音の1枚目のシングル。2013年2月6日にユニバーサルミュージックから発売された。

#### 概要
1月23日に着うた先行配信。初回生産限定盤（CD+DVD）、通常盤（CDのみ）の2形態で発売。同シングルの〜WEST篇〜はビクターエンタテインメントから同時発売。

#### 収録曲
1. ネコニャンニャンニャン イヌワンワンワン カエルもアヒルもガーガーガー〜EAST篇〜
2. ロックン・オムレツ
3. ネコニャンニャンニャン イヌワンワンワン カエルもアヒルもガーガーガー〜EAST篇〜（福と歌おう!）
4. ネコニャンニャンニャン イヌワンワンワン カエルもアヒルもガーガーガー〜EAST篇〜（カラオケ）
5. ロックン・オムレツ（カラオケ）

DVD
- ネコニャンニャンニャン イヌワンワンワン カエルもアヒルもガーガーガー〜EAST篇〜（MUSIC VIDEO）
- ネコニャンニャンニャン イヌワンワンワン カエルもアヒルもガーガーガー メイキング入り特典映像（福バージョン）

### WEST篇
「ネコニャンニャンニャン イヌワンワンワン カエルもアヒルもガーガーガー〜WEST篇〜」（ネコニャンニャンニャン イヌワンワンワン カエルもアヒルもガーガーガー〜ウェストへん〜）は、福と花音の1枚目のシングル。2013年2月6日にビクターエンタテインメントから発売された。

#### 概要
初回生産限定盤（CD+DVD）、通常盤（CDのみ）の2形態で発売。同シングルの〜EAST〜篇はユニバーサルミュージックから同時発売。

#### 収録曲
1. ネコニャンニャンニャン イヌワンワンワン カエルもアヒルもガーガーガー〜WEST篇〜
2. 歩いて帰ろう
3. ネコニャンニャンニャン イヌワンワンワン カエルもアヒルもガーガーガー〜WEST篇〜（花音と歌おう!）
4. ネコニャンニャンニャン イヌワンワンワン カエルもアヒルもガーガーガー〜WEST篇〜（カラオケ）
5. 歩いて帰ろう（カラオケ）

DVD
- ネコニャンニャンニャン イヌワンワンワン カエルもアヒルもガーガーガー〜WEST篇〜（MUSIC VIDEO）
- ネコニャンニャンニャン イヌワンワンワン カエルもアヒルもガーガーガー メイキング入り特典映像（花音バージョン）

### ネコニャンニャンニャン イヌワンワンワン カエルもアヒルもガーガーガー演奏（両篇共通）
- コーラス：鈴木福・谷花音・大島令子
- ピアノ＆オルガン：ミトカツユキ
- エレクトリック・ギター：塚田剛
- キーボード・シンセサイザー・コンピュータプログラミング：山口栄

### ロックン・オムレツ演奏（EAST篇）
- コーラス：鈴木福・谷花音・大島令子
- ピアノ・オルガン・シンセサイザー・シンセ•ギター：ミトカツユキ
- エレクトリック・ギター：塚田剛
- キーボード・シンセサイザー・コンピュータプログラミング：山口栄

### 歩いて帰ろう演奏（WEST篇）
- コーラス：鈴木福・谷花音・大島令子
- ピアノ・オルガン・シンセサイザー・シンセギター：ミトカツユキ
- アコースティックギター・エレクトリックギター：塚田剛
- キーボード・シンセサイザー・コンピュータプログラミング：山口栄

### スタッフ（EAST・WEST共通）
- ゼネラルプロデューサー：小畑芳和（フジテレビKIDS代表取締役社長）
- プロデューサー：兼松桂子（フジテレビKIDS）
- サウンドディレクター：山口栄
- アシスタントディレクター：山口真智子・海野菜穂子（2人HIPSTER INC）
- ミキシング＆レコーディングディレクター：川上彰仁（Double Joy Records）
- アシスタントエンジニア：増野恭平（Dutch Mama Stdio）・佐藤一大・山本真央（sunrise stdio）
- アートディレクション＆カメラマン：高宮紀徹（67531graphics）
- デザイナー：長谷部真純（67531graphics）
- スタイリスト：SERIKA
- ヘアー＆メイク：Nico
- 鈴木福マネージャー：森元雅寛（テアトルアカデミー）
- 谷花音マネージャー：豊嶋稔（テアトルアカデミー）

### スタッフ（EAST篇）
- A＆R兼ディレクター：村上葉子（NAYUTAWAVE RECORDS）
- マスタリングエンジニア：山崎和重（FLAIR）
- アートワークコーディネーター:田中陽子（67531graphics）・合田美千代（ユニバーサルミュージック）
- プロダクトマネージメント：徳永弘（NAYUTAWAVE RECORDS）
- セールスプロモーター：岩崎直子（NAYUTAWAVE RECORDS）
- チーフメディアプロモーター：藤川大介（NAYUTAWAVE RECORDS）
- プロダクトマネジメントチーフマネージャー：金谷歩（NAYUTAWAVE RECORDS）
- レーベルマネジメント：大原浩（NAYUTAWAVE RECORDS）
- スーパーバイザー：藤倉尚（ユニバーサルミュージック副社長）
- エグゼクティブスーパーバイザー：小池一彦（ユニバーサルミュージック社長兼CEO）・神野嘉文（テアトルアカデミー役員）
- 題字：鈴木福

### スタッフ（WEST篇）
- A＆R：貝塚一平（FlyingStar Records）
- マスタリングエンジニア：川崎洋（FLAIR）
- セールスプランナー：赤塔直美（ビクターエンタテインメント）
- アートワークコーディネーター：田中陽子
- スーパーバイザー：植田勝敦（ビクターエンタテインメント取締役）・神野嘉文
- 題字：谷花音